# Niederländische Botschaft Tallinn

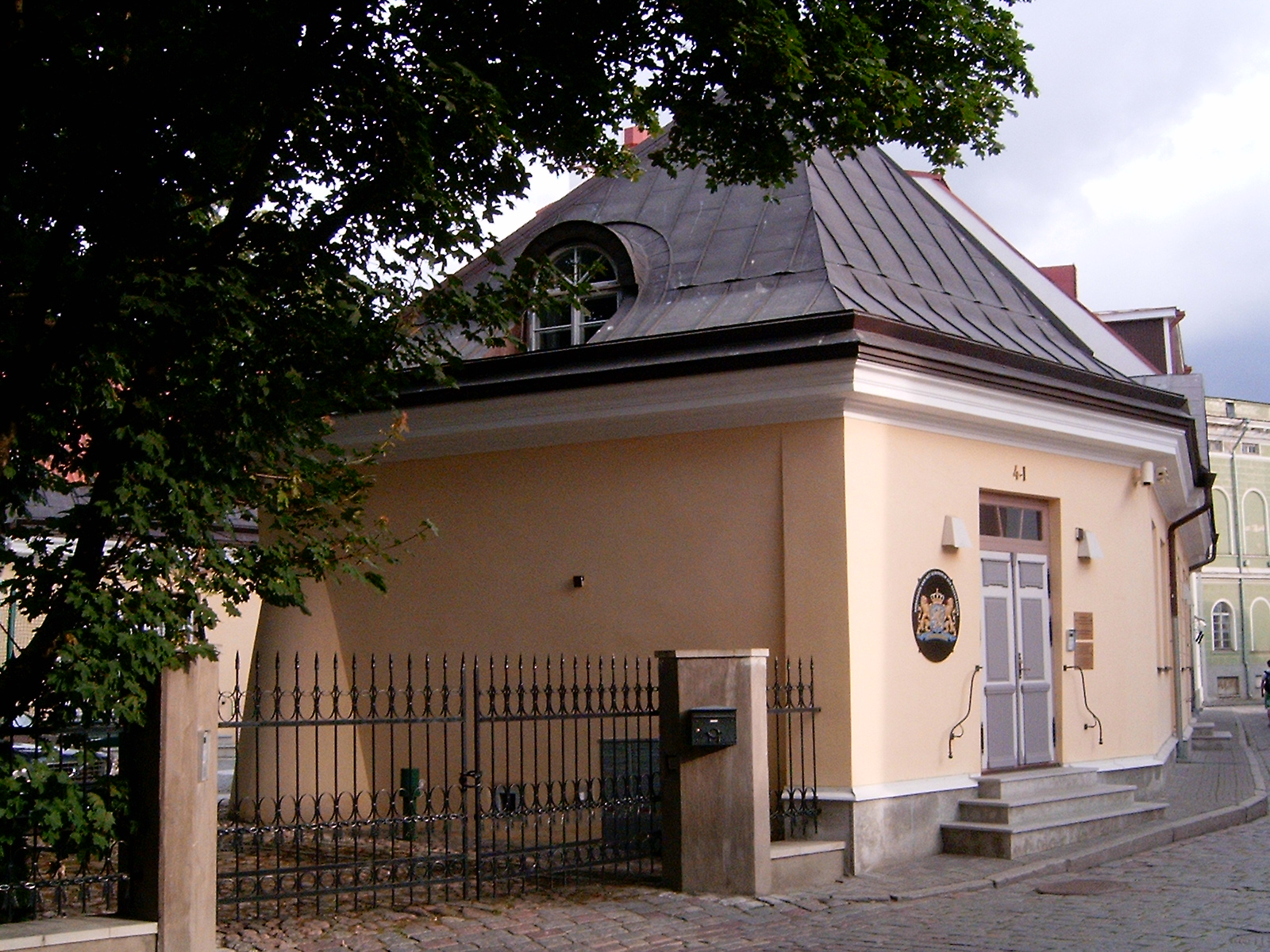
Niederländische Botschaft in Estland

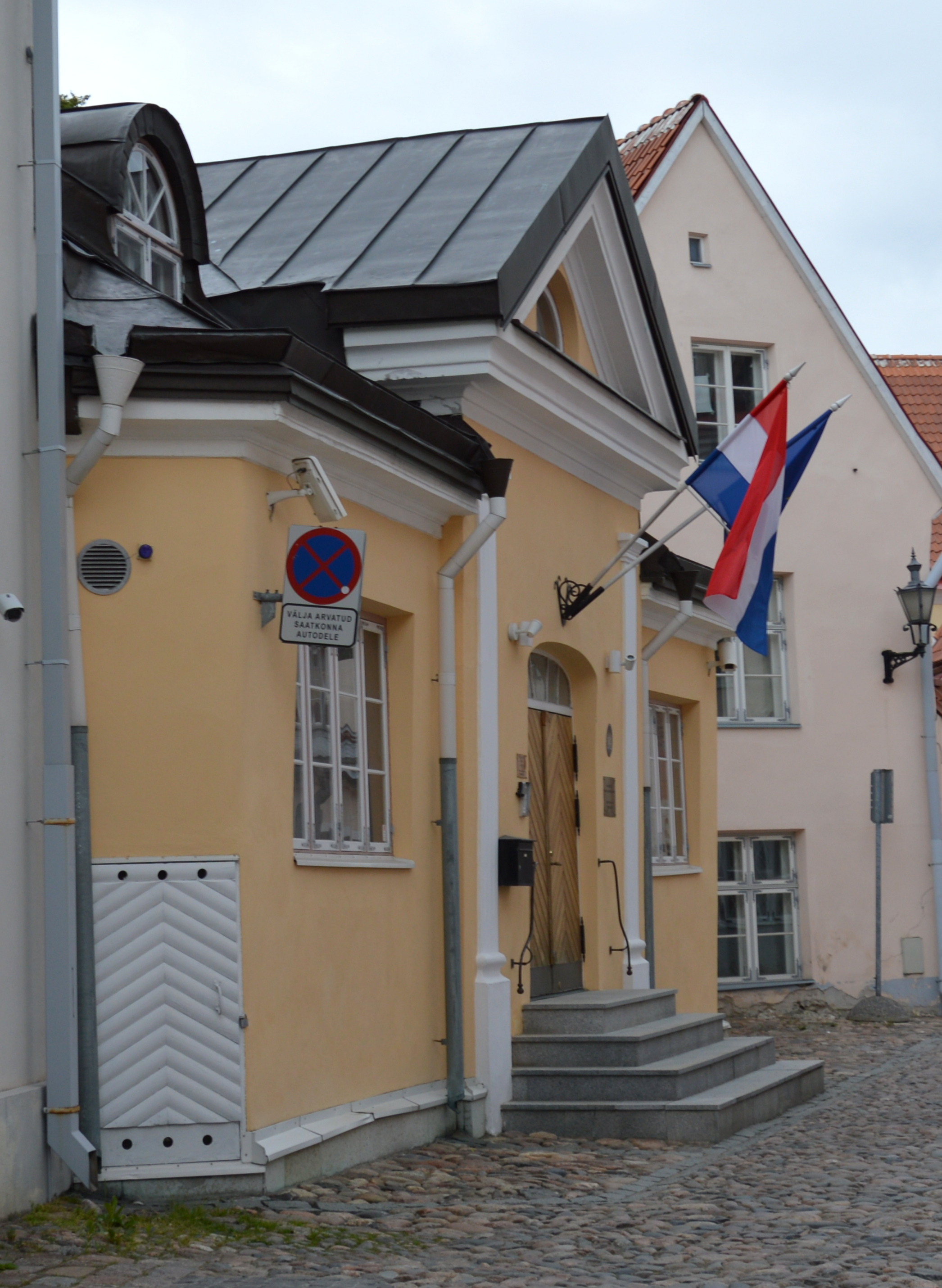
Eingang Dom-Ritterstraße

Die Niederländische Botschaft Tallinn ist die diplomatischen Vertretung der Niederlande in Estland.
Der Sitz befindet sich in der estnischen Hauptstadt Tallinn (deutsch Reval) auf dem Domberg an der Adresse Friedensgerichtstraße (estnisch Rahukohtu) 4. Ein Zugang besteht auch von der Dom-Ritterstraße (Toom-Rüütli).
Seit August 2016 ist Karen van Stegeren Botschafterin der Niederlande in Estland.
Das Botschaftsgebäude Friedensgerichtstraße 4 entstand Ende des 17. Jahrhunderts als Wohngebäude und ist im estnischen Denkmalverzeichnis unter der Nummer 3014 eingetragen.